# Richard Sulík
Richard Sulík (ur. 12 stycznia 1968 w Bratysławie) – słowacki ekonomista, przedsiębiorca i polityk, przewodniczący partii Wolność i Solidarność od 2009 do 2024, przewodniczący Rady Narodowej w latach 2010–2011, deputowany do Parlamentu Europejskiego VIII kadencji, w latach 2020–2021 oraz 2021–2022 wicepremier i minister gospodarki.

## Życiorys
Uczęszczał do szkół podstawowych w Bratysławie i Monachium, następnie kształcił się w gimnazjum technicznym w Pforzheim. Studiował fizykę na Uniwersytecie Technicznym w Monachium, w latach 1989–1992 kształcił się w zakresie ekonomii na tamtejszym Uniwersytecie Ludwika i Maksymiliana, a w okresie 1998–2003 również na Uniwersytecie Ekonomicznym w Bratysławie. Na początku lat 90. założył własną firmę „Fax & Copy”, którą prowadził do 2001. Pracował także jako doradca ministrów finansów Ivana Mikloša (2002–2003) i Jána Počiatka (2006–2007). W 2009 założył nową partię Wolność i Solidarność (SaS) i został jej przewodniczącym; funkcję tę sprawował nieprzerwanie do 2024.
W 2010 z ramienia SaS uzyskał mandat posła do Rady Narodowej. W lipcu 2010 został wybrany przewodniczącym słowackiego parlamentu, otrzymując poparcie 80 ze 149 posłów obecnych na sali. W październiku 2011 wskutek rozpadu centroprawicowej koalicji rządzącej utracił stanowisko. W wyborach w 2012 ponownie uzyskał mandat poselski.
W 2014 Richard Sulík został z ramienia swojego ugrupowania wybrany do Europarlamentu VIII kadencji. W wyborach w 2016 ponownie uzyskał mandat posła do Rady Narodowej, którego jednak nie objął. Pozostał członkiem PE, w którym zasiadał do 2019. W wyniku wyborów w 2020 powrócił do słowackiego parlamentu.
W marcu 2020 został wicepremierem do spraw gospodarczych oraz ministrem gospodarki w nowo powołanym rządzie Igora Matoviča. Został również wówczas pełniącym obowiązki ministra spraw zagranicznych i europejskich (z uwagi na przebywanie przewidzianego na tę funkcję Ivana Korčoka w tym czasie w USA i konieczność odbycia po powrocie kwarantanny w związku z pandemią COVID-19); Richard Sulík resortem tym czasowo kierował do kwietnia 2020. W marcu 2021 w trakcie kryzysu w koalicji odszedł z funkcji wicepremiera i ministra gospodarki. Powrócił na te urzędy w kwietniu 2021 w utworzonym wówczas gabinecie Eduarda Hegera. Pod koniec sierpnia 2022 złożył rezygnację z tych stanowisk; w następnym miesiącu jego ugrupowanie opuściło koalicję rządową. Zakończył urzędowanie w następnym miesiącu. W 2023 ponownie wybrany na posła do Rady Narodowej.